# 雅格獅丹

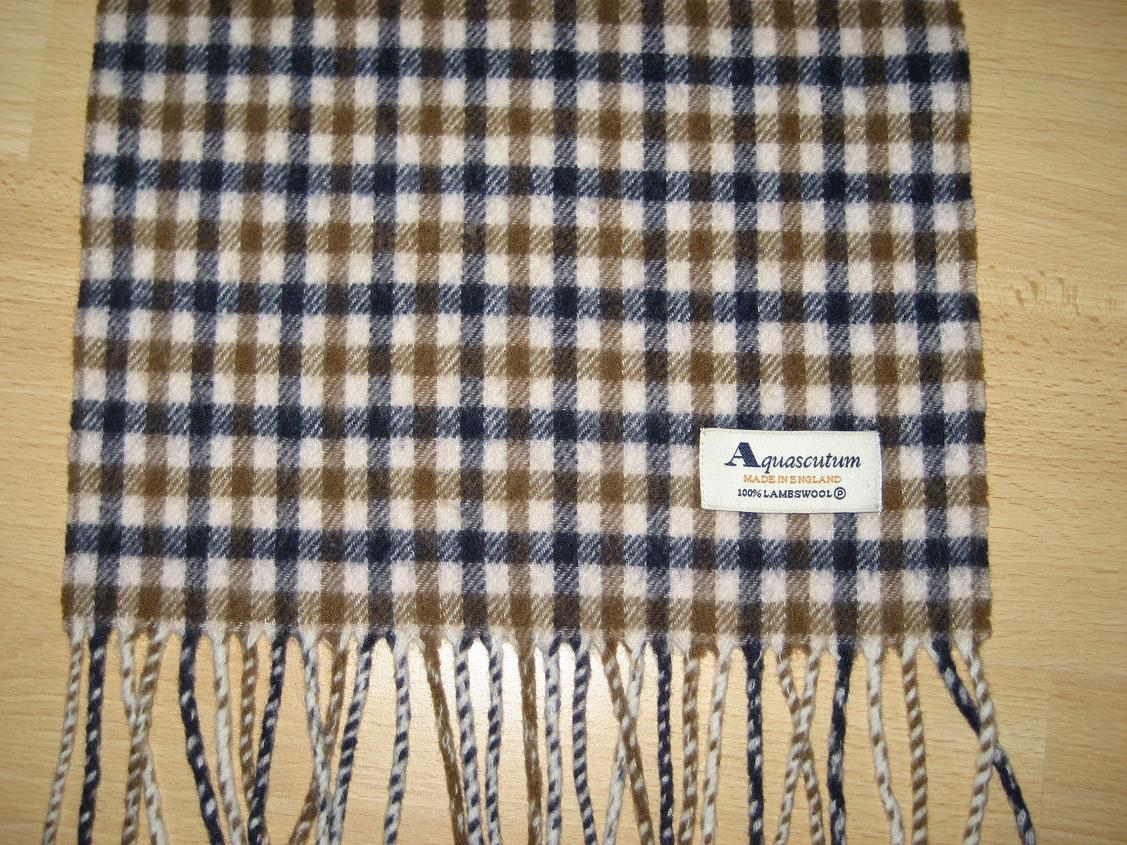
一條雅格獅丹圍巾

雅格獅丹（Aquascutum）是一家總部位於英國倫敦的奢侈品牌服裝製造公司。最初为家族企业，1990年为日本Renown纺织所有，2009年为耶格所有，2012年出售給香港的YGM貿易，2017年出售给山东如意科技控股公司济宁如意投资有限公司。
雅格獅丹成立於1851年，當時的裁縫、商人約翰·愛默里在攝政街46號開設了一家高檔男裝店，是為雅格獅丹的前身。1853年發明防水羊毛，他將此註冊為專利並將商店改名“Aquascutum”，這個詞來自拉丁語，意思就是“防水”。1897年獲得英國皇家認證。

## 外部連結
- 官方网站